# 중신은행
중신은행(中信银行) 또는 중국 시틱 은행(China CITIC Bank)은 중신그룹 산하의 중국 주요 상업은행이다.
1987년에 설립된 중국 국내 종합 및 국제 지향 상업은행이다. 이 은행은 홍콩, 마카오, 뉴욕, 로스앤젤레스, 싱가포르, 런던에서 운영되며 본토 은행 산업에서 강력한 기반을 유지하고 있다. 은행은 중국 본토에 163개 지점과 중국 경제 발전 지역에 1,252개 지점을 운영하고 있다.